# Корвініана

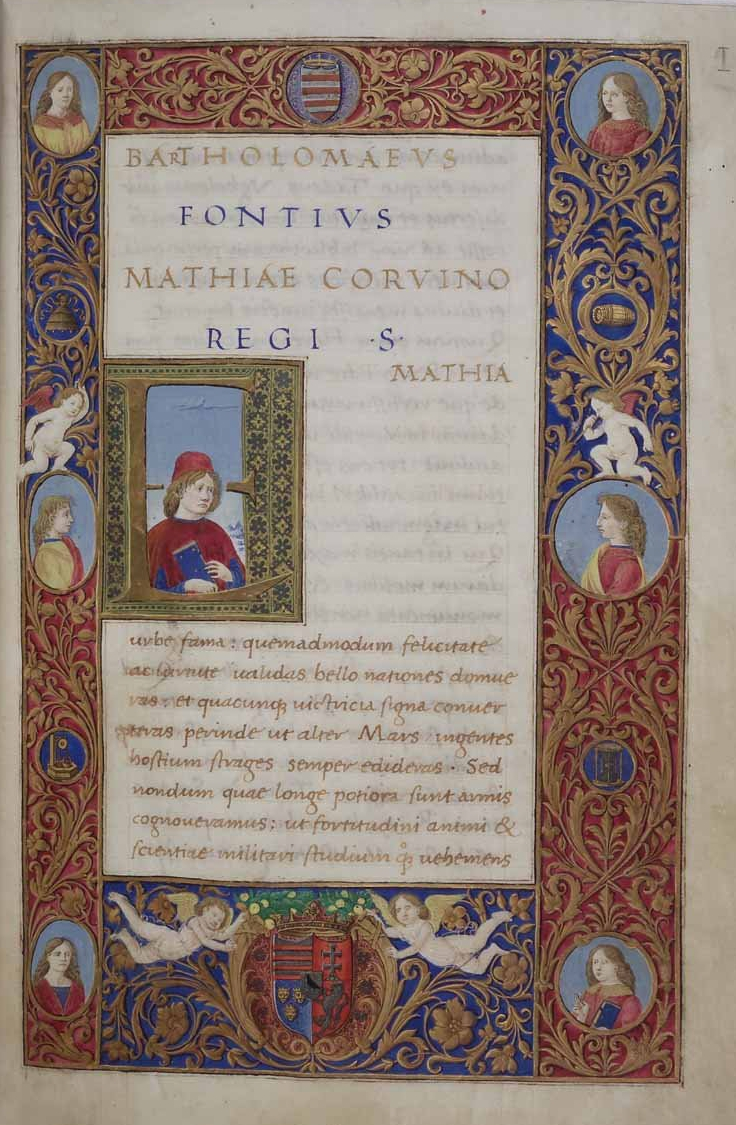
Кодекс з колишньої Корвініани

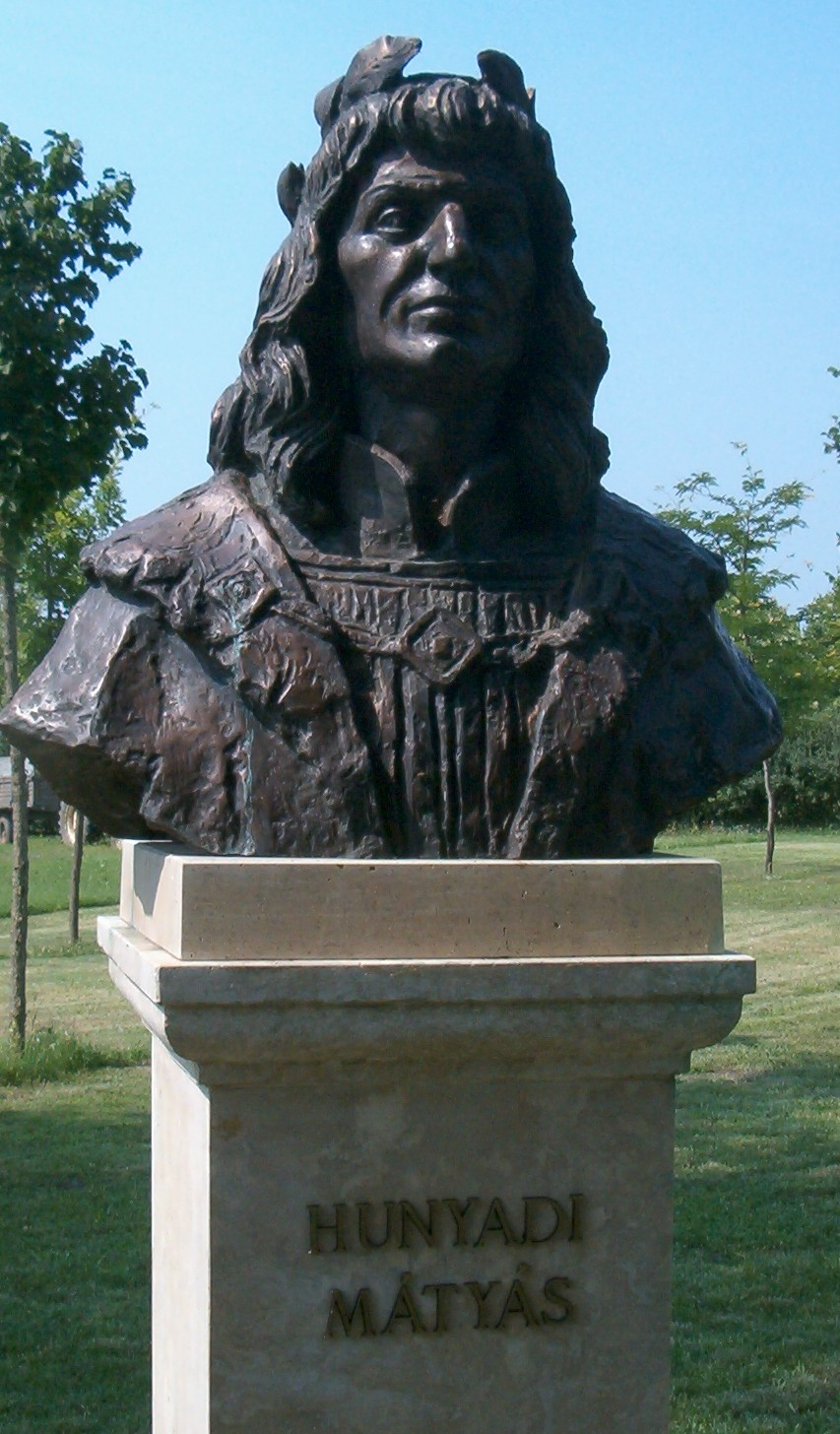
Погруддя короля Матьяша І Корвіна, сучасна робота

Корвініана (лат. Bibliotheca Corviniana, угор. Corvinák) — загальна назва бібліотеки доби раннього Відродження XV століття в місті Буда (Будапешті) при дворі угорського короля Матвія Корвіна.

## Молодий король
За результатами боротьби за угорський престол, перемогу отримали дрібні лицарі-дворяни, що і оголосили молодого Матяша з клану Хуняді новим королем. Він був молодшим сином земельного магната з Трансільванії. Його батько, Янош Гуняді, з військом зупинив загарбницькі війська Туреччини під Белградом у 1456 році, але швидко помер після перемоги, можливо, через епідемію чуми. Помер і тогочасний король Ласло V.
Вже в січні 1458 року прямо на льоду річки Дунай переможці (городяни і вояки) оголосили про обрання молодого короля. Водночас стрий (дядько з боку матері) Матяша (Міхай Сіладі) з 15-тисячним військом подався на зібрання землевласників-баронів в Ракошмез і силою схилив їх на користь нового короля.

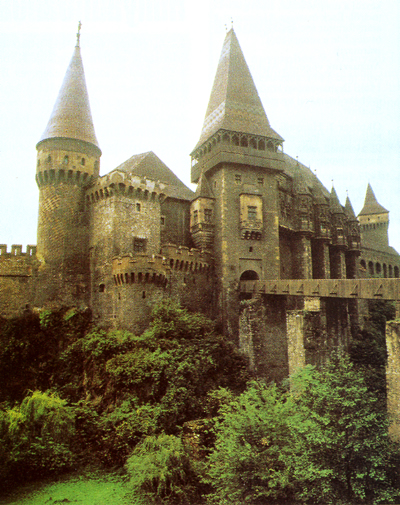
Замок Корвінів

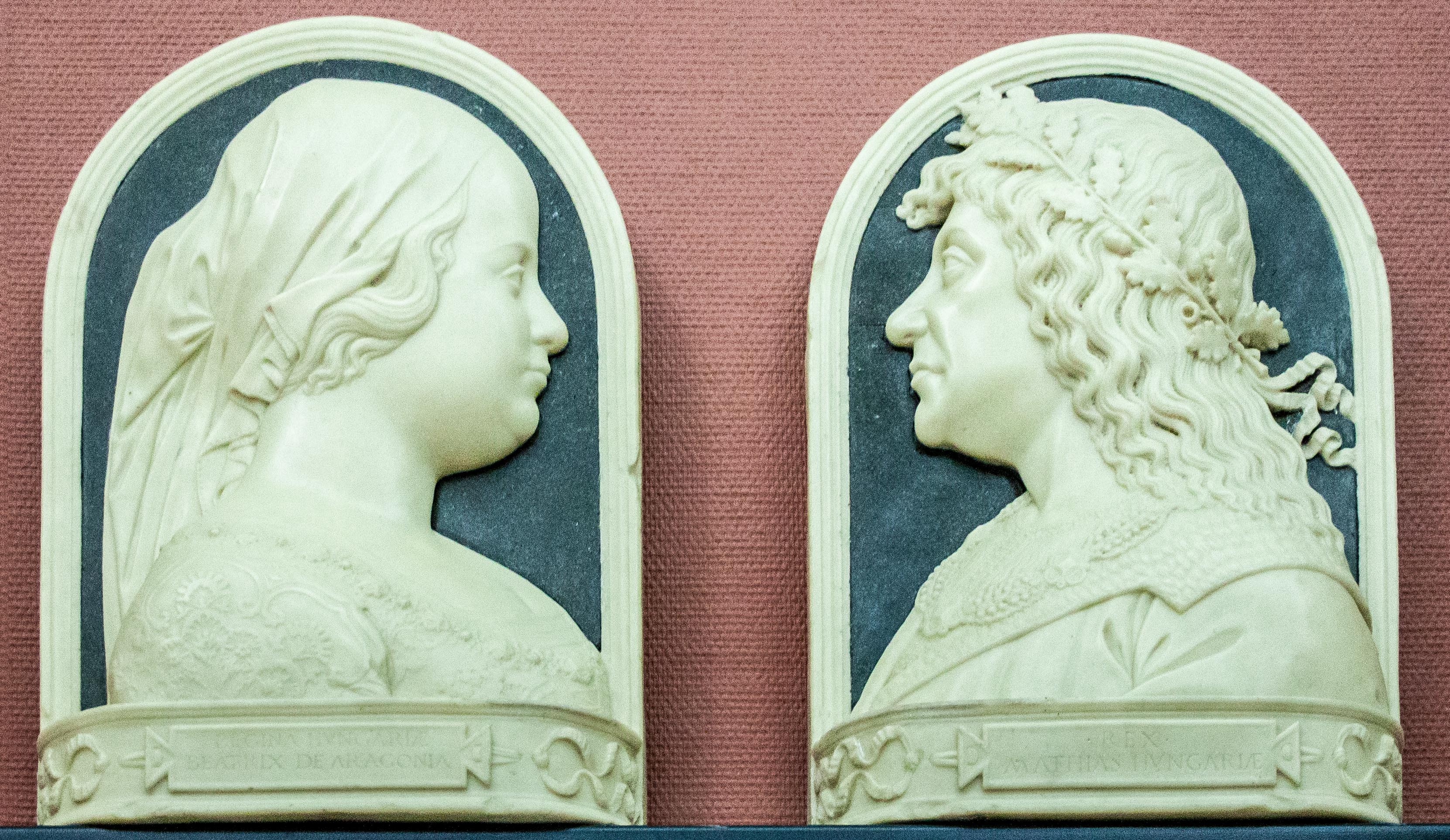
Портрети Матяша та Беатріс

Матяша виховував архіепископ з Естергома Янош Вітез, прихильник гуманізму, нової ідейної течії, що прийшла з ренесансної Італії. Не дивно, що новий король зробив Яноша Вітеза новим канцлером. Гуманістичні уподобання молодого короля не зникли всупереч міжкланової боротьби в самій країні, наступу турків та загарбницьким діям австрійського короля Фрідріха III Габсбурга в західній Угорщині.

## Історія виникнення бібліотеки Корвініана
Бібліотека, що пізніше отримає назву Корвініана, виникла серед низки реформ, що проводило нове прокоролівське угруповання. Це і створення нового національного війська («Чорна армія») для захисту країни від загарбників, і фінансова реформа (регулярні податки), і заснування в місті Братислава Істрополітанської академії — першого університету (лат. Academia Istropolita, проіснувала у 1465/1467 — 1491 рр). Адже в Братиславі існувала потужна угорська діаспора, тут довго був угорський релігійний центр і місце коронації королів Угорщини.
Після смерті 1-ї дружини король Матяш узяв шлюб з дочкою короля Неаполя Фердинанда І Арагонського Беатріс, що посилило його проіталійські і гуманістичні позиції.
Аби додати блиску і значущості королівському двору в Буді якраз і була заснована бібліотека. Герб володаря мав зображення ворона (лат. corvus), звідси й назва Корвініана.
Саме за короля Матяша І Хуняді буде створена «Chronica Hungarorum» Яноша Турочі, де угорці виводили своє походження від гуннів, а нового короля Матяша називали «другим Аттілою».

## Книжкові скарби в Буді
Бібліотеку заснував король у 1470-ті роки. Це не перше подібне зібрання в Західній Європі. На той час свої невеликі бібліотеки мали і король Неаполя, дочка якого стала дружиною Матяша, і король Богемії (Чехії) Венцеслав, і родини Медичі у Флоренції, і родина Сфорца, і граф Урбіно (Федеріго да Монтефельтро), і король Франції.
Але на тлі всіх цих зібрань Корвініана вигідно вирізнялася переважанням книжок са́ме світського спрямування та їхньою кількістю. Більшість зібрання складали книжки з історії Європи, архітектури, фортифікації та військової справи, географії, граматики, астрології та астрономії, філософії, медицини, поезії тощо. З'явились і перші книжки угорською мовою. 
Це доба зламу і переходу від рукописів,(тобто кодексів), і виникнення перших друкованих книг, (тобто інкунабул). Обидва різновиди і були представлені і в Корвініані. Король не шкодував грошей на придбання та копіювання книжок. Він став замовником нових кодексів у місті Флоренція, а малюнки до них робили найкращі художники  столиці Тоскани . Серед них — Аттаванте дел Аттаванті (1457-1517), Джерардо дель Фора (1445-1497), Джованні Бакорді (1460-1547), Франческо д'Антоніо дель Керіко (2-га половина 15 століття).  
Таке наповнювання бібліотеки було тривалим і витратним. Тому король створив власну майстерню з копіювання та створення кодексів у самій Буді. Зберігачами та бібліотекарями були призначені італійці Тадео Уголетті і Марціо Галеотто, гуманісти і вихователі сина короля (принца Яноша).

## Оцінка сучасниками Корвініани
Буда, столиця угорського короля Матяша І Хуняді перетворилася на визначний осередок гуманізму в Східній Європі. Сюди їхали архітектори і художники з ренесансної Італії та Далмації (Клементе Камич, Арістотель Фіораванті, Мікеле Панноніо, Сандро Боттічеллі, Джованні Далмата) та вчені з різних країн.
В духовному житті Східної Європи 15 століття бібліофільство, тобто створення і плекання бібліотек було ще відносно новим явищем. Книга почала пошановуватись як скарбниця мудрості, джерело історичних чи літературних скарбів античних і новітніх літераторів, наукового досвіду і доробку попередників. Бібліотеки ставали центрами тогочасної науки і гуманізму, місцем наукових досліджень, наукових диспутів і зустрічей вчених.
Один з відгуків про Корвініану Матяша І Хуняді: 
|  | «Я побачив усі книги. Але невже це книги ? Це справжні скарби. Мені здалося, що я потрапив не в бібліотеку, а в казковий палац. Скрізь безкінечні полиці з манускриптами Стародавньої Греції чи Юдеї. А такої кількості стародавніх і нових книжок латиною, ймовірно, нема ниде на землі». |

## Видатна пам'ятка доби
Копіювання рукописів вимагало освіти, доброго знання латини і всіх скорочень, які використовували задля економії місця і часу. До того ж існували і виникали нові типи запису, нові шрифти. От і кодекси Корвініани мали всі головні типи шрифтів 15 століття. Це антиква, готичний англійський, ротунда, курсив.
Характерною відзнакою книжок Корвініани були рукотворні візерунки та кольорові мініатюри. До візерунків додані різні птахи , квіти, путті-янголята,  герби. Найціннішими були зображення тогочасних замків, фортець, портрети, серед яких і зображення короля Матяша І та його дружини.

## Трагічна доля Корвініани
Точних відомостей про кількість книжок не збережено через трагічну історію Угорщини, що на декілька століть підпала під колоніальну залежність від Туреччини, а потім через півколоніальну залежність від Австрії. Дослідники називають від 2 до 5 тисяч примірників. 
Занепад  бібліотеки в Буді був спричинений уже смертю її фундатора — короля Матяша І у 1490 році.
У 1526 році Буду захопили вояки Туреччини. Бібліотека була пограбована і знищена. В 19 столітті зусиллями угорців в Туреччині віднайшли 39 примірників з Корвініани, які вдалося повернути на батьківщину. Розшуки продовжувались і далі. За даними на 20 століття поодинокі книжки Корвініани віднайдені в різних бібліотеках 13 (!) різних країн (Німеччина, Австрія, Італія, Угорщина тощо). 
До 21 століття дійшло лише 216 примірників. Залишки Корвініани і зараз розпорошені по різних бібліотеках і у самій Угорщині. Їх зберігають Бібліотека Академії наук Угорщини, Бібліотека Будапештського університету, Національна бібліотека імені Сечені, Соборна бібліотека міста Естергом, Єпископська бібліотека міста Дєр тощо.

## Галерея

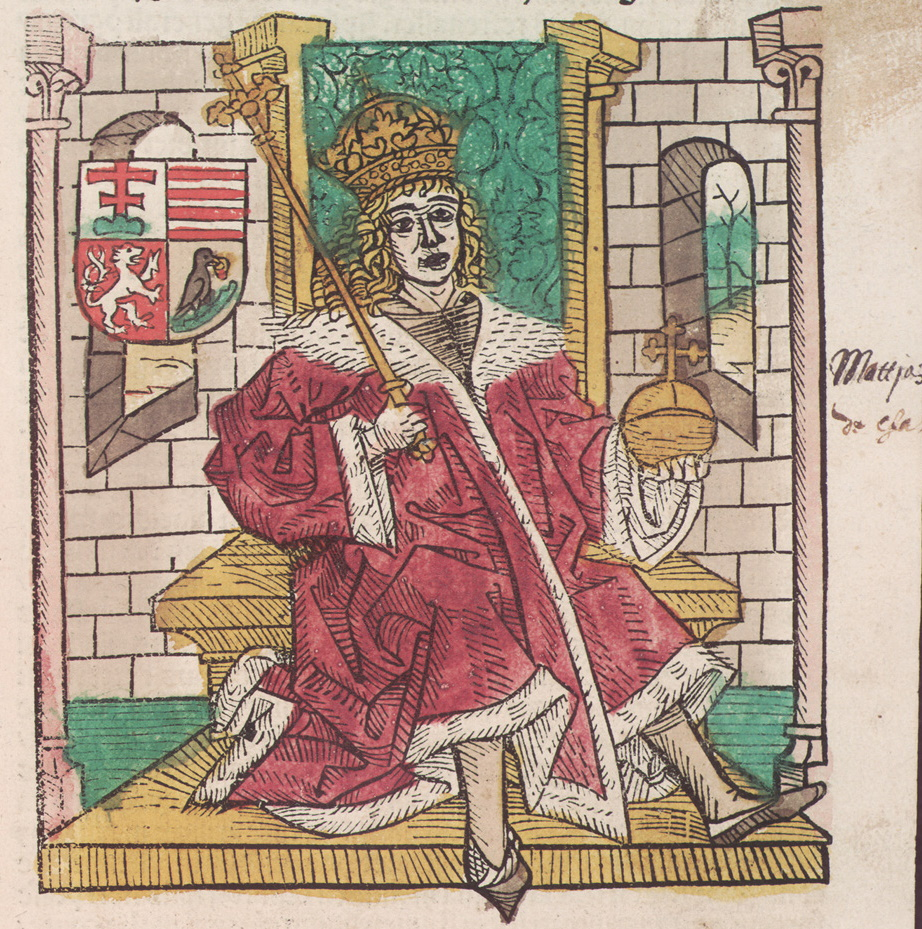
Світлина з Chronica Hungarorum
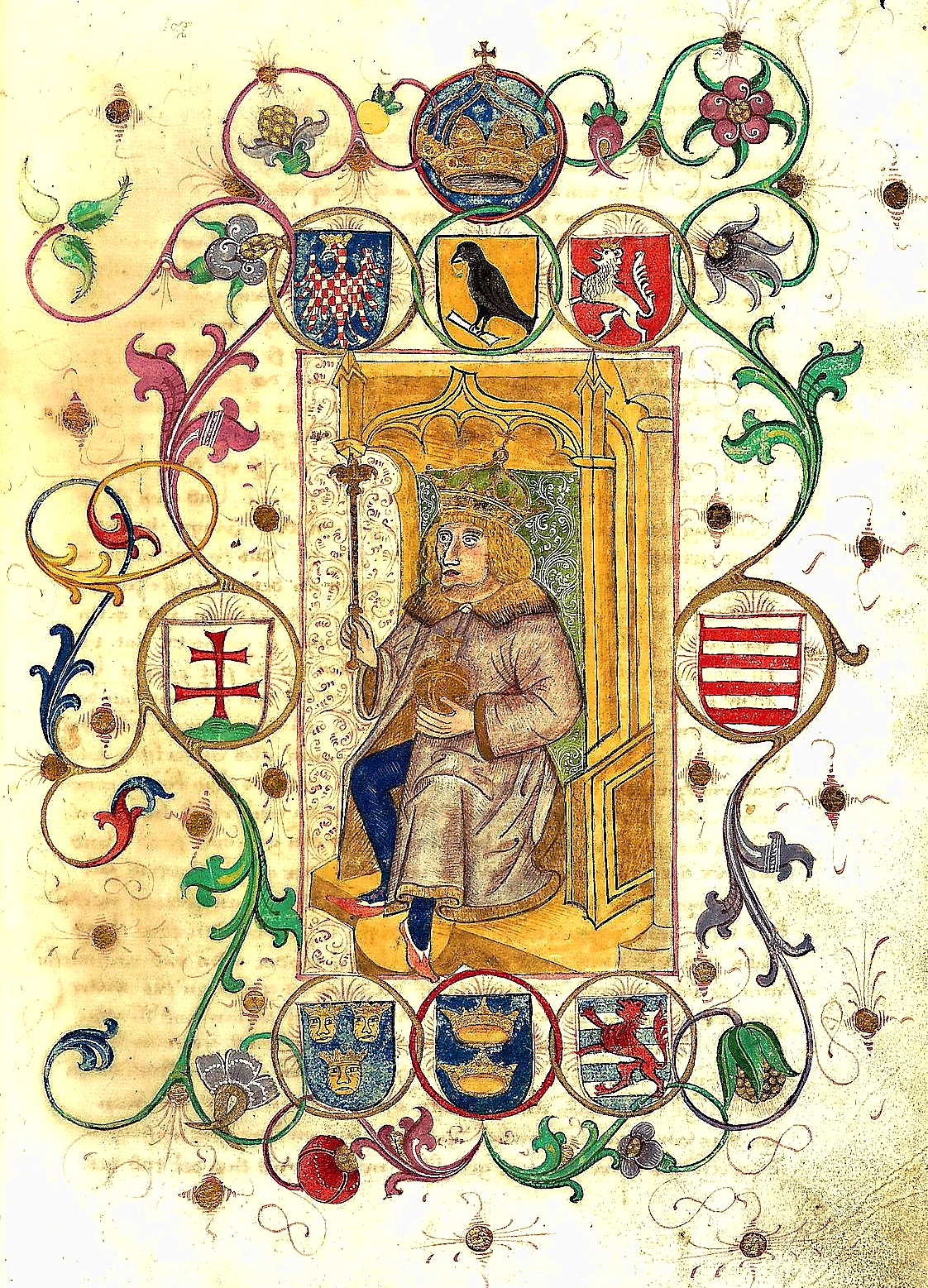
Мініатюра з Угорської хроніки
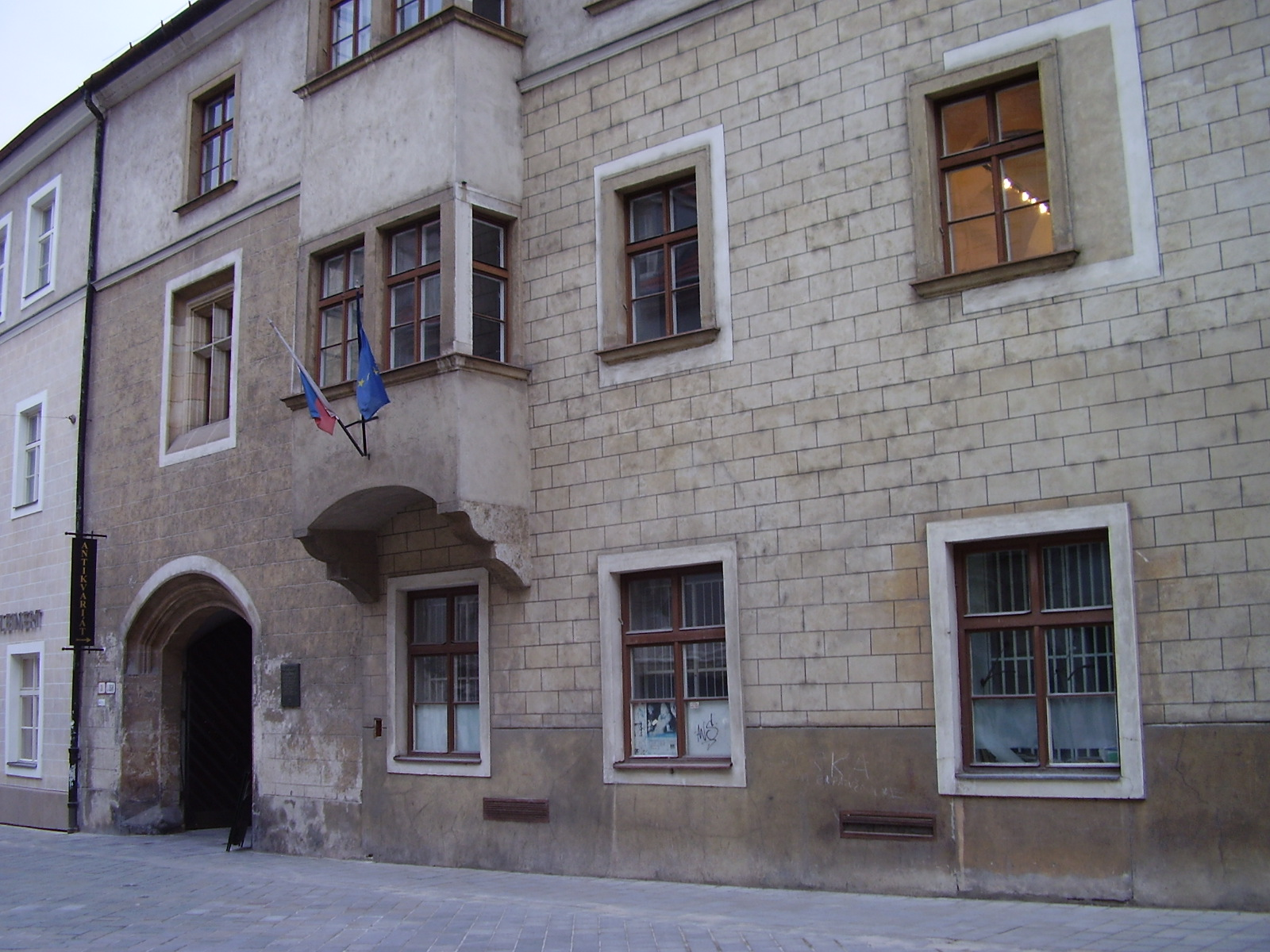
Випадково збережена будівля Академії Істополітана в Братиславі)